# قيمة حقوق المساهمين
قيمة حقوق المساهمين هو مصطلح تجاري، يُصاغ أحيانًا على أنه تعظيم قيمة حقوق المساهمين أو إنه نموذج لقيمة حقوق المساهم، ويدل على أن المقياس النهائي لنجاح شركة ما هو مدى إثرائها لمساهميها. أصبح هذا المصطلح شائعًا في ثمانينيات القرن العشرين، ويرتبط خصوصًا بالمدير التنفيذي السابق لشركة جينيرال إليكتريك، جاك ويلش.
يمكن استخدام المصطلح للإشارة إلى:
- الرسملة السوقية لشركة ما.
- مفهوم أن الهدف الرئيسي لشركة ما هو زيادة إثرائها لمساهميها (مالكي الأسهم) من خلال دفع الأرباح للمساهمين و/أو التسبب في زيادة سعر السهم.
- المفهوم الأكثر تحديدًا هو أن الإجراءات المخطط لها من قبل الإدارة والعائدات على المساهمين يجب أن تتفوق على معايير معينة مثل مفهوم تكلفة رأس المال. في الجوهر فإن فكرة أن أموال المساهمين يجب أن تُستخدم لاكتساب عائدات أعلى من العائدات التي كانوا سيكتسبونها في حال كانوا لوحدهم من خلال الاستثمار في أموال أخرى تمتلك نفس القدر من المخاطرة. طُرح المصطلح في هذا المعنى من قبل آلفريد رابابورت في عام 1986.

## التعريف
بالنسبة إلى شركة مساهمة عمومية، فإن قيمة حقوق المساهمين (إس في) هي الجزء من رسملتها الذي يعني أسهم رأس مال بدلًا من ديون طويلة الأمد. في حالة نوع واحد فقط من الأسهم، سيكون ذلك مساويًا لعدد الأسهم القائمة مضروبًا في سعر السهم الحالي. تزيد أشياء مثل حصص الأرباح من قيمة حقوق المساهم بينما يخفضها إصدار الأسهم)خيارات الأسهم). يجب أن تُقارن قيمة حقوق المساهمين المضافة هذه بالزيادة المتوسطة/المطلوبة في القيمة، لتكون مرجعًا لتكلفة رأس المال للمنظمات.
من أجل الشركات ذات الملكية الخاصة، فإنه يجب تقدير قيمة الشركة بعد الديون باستخدام واحدة من طرق قياس القيمة المتعددة، أو التدفق النقدي المخصوم لشركة عامة أو غيرها.

## نبذة تاريخية
في تاريخ 12 أغسطس عام 1981، ألقى جاك ويلش خطابًا في فندق ذا بيير في مدينة نيويورك بعنوان «النمو السريع في اقتصاد ينمو ببطئ». يُعرف ذلك غالبًا بأنه «بداية» الهوس بقيمة حقوق المساهمين. صرح ويلش أن الهدف هو الوصول إلى أكبر أو ثاني أكبر لاعب في السوق؛ والحصول على القيمة الأكبر لحاملي الأسهم. في شهر مارس عام 2009، انتقد ويلش أجزاءً من تطبيق هذا المفهوم، داعيًا فكرة التركيز على ربح المساهم ربع السنوي والمكاسب في سعر السهم بأنها «أغبى فكرة في العالم». شرح ويلش بعدها ما يقصده مدعيًا أن الاقتباسات انتُزعت من سياقها الصحيح.
يشرح كل من مارك ميزروتشي وهاورد كيملدورف زيادة أهمية المؤسسات الاستثمارية ومحللي الأوراق المالية بوصفها ناتجة عن الاقتصاد السياسي المتغير على امتداد أواخر القرن العشرين. جوهر نقاشهم قائم على فكرة رئيسية. يمكن أن تُعزى زيادة أهمية المؤسسات الاستثمارية إلى ثلاثة قوى مهمة هي: العمالة المنظمة والدولة والبنوك. تغيرت أدوار هذه القوى الثلاثة، أو تم التنازل عنها في محاولة لإبقاء تجاوزات الشركات تحت السيطرة. من ناحية ثانية فإنه «بدون الانضباط الداخلي الذي توفره البنوك والانضباط الخارجي الذي توفره الدولة والعمّال، كان سيُترك عالم الشركات للمحترفين الذين يمتلكون القدرة على التلاعب بالمعلومات الحيوية المتعلقة بأداء الشركة والذي يعتمد عليه المستثمرون». سمح ذلك للمؤسسات الاستثمارية ومحللي الأوراق المالية من الخارج أن يتلاعبوا بالمعلومات لتحقيق مصالحهم الخاصة بدلًا من مصالح الشركة بكاملها.
على الرغم من أن آشان وكيملدورف يعترفان أن تحليلهما لما أدى تاريخيًا إلى نموذج قيمة حقوق المساهمين هو تحليل تخميني، فإن عملهما يحظى بتقدير كبير ومبني على أعمال باحثين سابقين في المجال هما فرانك دوبين وديرك زورن.
خلال سبعينيات القرن العشرين، كان هناك أزمة اقتصادية سببها الركود التضخمي. ظل سوق الأسهم مستقرًا لنحو 12 عامًا ووصلت مستويات التضخم إلى مستوى رقمين. وأصبح اليابانيون أيضًا مؤخرًا القوة المهيمنة في صناعة السيارات والتكنولوجيا العالية، وهو لقب احتكرته تاريخيًا الشركات الأمريكية. يطرح هذا الاقتران مع التغيرات الاقتصادية التي لاحظها ميزروتشي وكيملدورف السؤال عن كيفية إصلاح النموذج الحالي للإدارة.
على الرغم من وجود حلول منافسة لهذه المشاكل، فقد كان الحل الغالب هو نظرية الوكالة التي طورها جينسن وميكلينغ، والتي سوف تُناقش تفاصيلها أكثر لاحقًا في هذا المدخل. نتيجةً للتغيرات الاقتصادية والسياسية في نهايات القرن العشرين، فإن توازن القوة في الاقتصاد بدأ يتغير. اليوم «...تعتمد القوة على قدرة مجموعة من خبراء الأعمال على تغيير دوافع مجموعة أخرى، وعلى قدرة مجموعة واحدة على تحديد مصالح مجموعة أخرى». مثلما ذُكر سابقًا فإن ما جعل التحويل إلى نموذج قيمة حقوق المساهمين فريدًا هو قدرة من هم خارج الشركة على التأثير على المصالح الملموسة لمديري الشركات وحاملي الأسهم والمساهمين.
من ناحية ثانية، يناقش دوبن وزورن أن أولئك الذين هم خارج الشركة لم يكونوا يعملون بنوايا خبيثة. «لقد خدعوا أنفسهم أولًا وقبل كل شيء. وأقنع الاختصاصيون الذين استحوذوا على مكانهم أنفسهم بأنهم أطاحوا بمدراء تنفيذيين غير أكفّاء. وأقنعت المؤسسات الاستثمارية أنفسها بأن المدراء التنفيذيين يجب أن يتقاضوا أجرًا وفقًا لأدائهم. أقنع المحللون أنفسهم أن التوقعات كانت مقياسًا أفضل للحكم على سعر السهم، من الأرباح الحالية».
بشكل عام، فإن المشهد الاقتصادي والسياسي في ذلك الوقت هو الذي وفر الفرصة المناسبة للمحترفين من خارج الشركات كي يكتسبوا القوة ويمارسوا نفوذهم من أجل تغيير إستراتيجية الشركة بشكل جذري.

## نظرية الوكالة وقيمة حقوق المساهمين
نظرية الوكالة هي دراسة المشاكل الناتجة عن الانفصال بين طرفين متعاونين هما: الجهات الموكلة والوكيل. تظهر مشاكل الوكالة في الحالات التي يوجد فيها تقسيم للعمل، أو انفصال جسدي أو زمني يفصل بين الطرفين، أو عندما توظف الجهة الموكلة وكيلًا بسبب خبرة تخصصية. في هذه الحالات، تجعل الجهة الموكلة الوكيل يمنحها تفويض بكامل المسؤولية. وصف الباحثون المشكلة على أنها واحدة من اثنتين هما «الانفصال والتحكم»: لا يمكن أن يُراقَب الموكلون بشكل مثالي من قبل الجهة الموكلة، لذلك يمكن أن يتنصلوا من مسؤولياتهم أو يتصرفوا بشكل غير متناسب مع أهداف الجهة الموكلة. تسبب فجوة المعلومات واختلاف المحاذاة بين الطرفين تكاليف الوكالة، والتي هي مجموع تكاليف مدير المراقبة، وتكاليف اتصال الوكيل مع الجهة الموكلة والخسارة الناتجة عن الانفصال بين مصالح الجهة الموكلة وقرارات الوكيل.
في النهاية، تسعى نظرية قيمة حقوق المساهمين إلى إصلاح حوكمة الشركات التابعة للقطاع العام من أجل تخفيض فجوة المعلومات بين الجهة الموكلة والوكيل. يدعو النموذج إلى أن تكون مجالس إدارة الشركات مستقلة عن المديرين التنفيذيين للشركة، وعلى وجه التحديد أن يكون رئيس مجلس الإدارة شخصًا مختلفًا عن المدير التنفيذي، وأن يجري اختيار مجلس الإدارة بشكل مستقل. يمكن لمجلس الإدارة المستقل أن يراقب بشكل موضوعي تعهدات الرئيس التنفيذي والمخاطر. تناقش نظرية قيمة حقوق المساهمين أيضًا زيادة الشفافية المالية. من خلال إتاحة موارد الشركة المالية للتدقيق، يصبح المساهمون أكثر إدراكًا لسلوك الوكيل ويمكن أن يتخذوا خيارات مدروسة حول مع من سيستثمرون.